# Xã Jackson, Quận Fayette, Indiana
Xã Jackson (tiếng Anh: Jackson Township) là một xã thuộc quận Fayette, tiểu bang Indiana, Hoa Kỳ. Năm 2010, dân số của xã này là 1.524 người.